# Тимошев, Павел Фёдорович
Па́вел Фёдорович Тимо́шев (10 июля 1917, Актуганово, Царевококшайский уезд, Казанская губерния, РСФСР — 13 января 2000, Актуганово, Медведевский район, Марий Эл, Россия) — механизатор совхоза «Семёновский» села Кузнецово Медведевского района Марийской АССР (1945—1977). Заслуженный механизатор сельского хозяйства РСФСР (1970). Кавалер ордена Ленина (1971). Участник Великой Отечественной войны.

## Биография
Родился 10 июля 1917 года в деревне Актуганово ныне Медведевского района Марий Эл.
В 1941 году призван в Красную армию. Участник Великой Отечественной войны: связист на Карельском фронте. Демобилизован из армии в 1945 году. Награждён орденом Отечественной войны II степени и медалями. 
В 1945—1977 годах — механизатор совхоза «Семёновский» села  Кузнецово Медведевского района Марийской АССР.
В 1967—1971 годах избирался депутатом Верховного Совета Марийской АССР VII созыва.
За достижения в области сельского хозяйства в 1970 году ему присвоено почётное звание «Заслуженный механизатор РСФСР». Награждён орденами Ленина, «Знак Почёта» и медалями,  в том числе Почётной грамотой Президиума Верховного Совета Марийской АССР.
Скончался 13 января 2000 года в деревне Актуганово Медведевского района Марий Эл, похоронен там же

## Звания и награды
- Заслуженный механизатор сельского хозяйства РСФСР (1970)[1][2]
- Орден Ленина (1971)[1][2]
- Орден «Знак Почёта» (1965)[1][2]
- Орден Отечественной войны II степени (05.02.1988)[8]
- Медаль «За доблестный труд. В ознаменование 100-летия со дня рождения Владимира Ильича Ленина» (1970)[1][2]
- Почётная грамота Президиума Верховного Совета Марийской АССР (1967)[1][2]